# Steven Universe Future
Steven Universe Future ist eine von Cartoon Network produzierte Zeichentrick-Miniserie. Es ist die Nachfolgeserie von Steven Universe (2013–2019) und Steven Universe: Der Film (2019), welche auch von Rebecca Sugar geschaffen wurden. Die Serie wurde erstmals am 7. Dezember 2019 auf Cartoon Network ausgestrahlt und wurde am 27. März 2020 abgeschlossen.

## Handlung
Zeitlich spielt die Serie unmittelbar nach Steven Universe: Der Film. Steven muss dafür sorgen, dass Menschen und Gems miteinander zurechtkommen.

## Hauptfiguren
- Steven Universe: Als Sohn eines Gems und eines Menschen beherrscht er besondere Kräfte. So kann er zum Beispiel einen Schild beschwören oder schweben. Stevens Freundin ist Connie.
- Garnet: Die Fusion aus Ruby und Sapphire ist die Anführerin der Crystal Gems. Sie ist wie eine Mutter für Steven.
- Amethyst: Sie ist eine der Crystal Gems. Amethyst ist zwar klein, aber eine gute Kämpferin. Sie verwendet eine Peitsche und macht gerne Witze. Sie kann auch ihre Gestalt ändern. Im Gegensatz zu anderen Gems liebt sie es, zu essen.
- Pearl: Pearl ist ein graziöses, anmutiges Gem. Sie macht sich besonders Sorgen um Steven, weil sie anfangs als Einzige wusste, dass seine Mutter Pink Diamond war.
- Bismuth: Bismuth ist ein Gründungsmitglied der Crystal Gems. Sie hat all die Waffen geschmiedet, welche die Crystal Gems verwenden und betätigt sich dazu noch als Bauarbeiterin. Sie wirkt oft etwas grob, ist aber sehr hilfsbereit.
- Lapis Lazuli: Lapis kann das Wasser kontrollieren, was sie trotz ihres zierlichen Körperbaus zu einem sehr mächtigen Gem macht. Sie ist eine treue Freundin Stevens.
- Peridot: Peridot war ursprünglich eine Gegnerin Stevens, ist aber jetzt eine gute Freundin von ihm. Sie kann metallische Gegenstände schweben lassen oder per Gedankenkraft verformen.
- Jasper: Sie ist eine Heimatweltkriegerin und zählt zu den stärksten Gems. Jasper hasst Steven, weil sie ihn nicht für würdig hält, Pink Diamonds Nachfolger zu sein.
- Die Diamonds: Die Diamonds sind die Herrscherinnen über alle Gems. Anfangs herrschten Blue, Yellow und White Diamond durch Unterdrückung, wie ursprünglich auch Pink. Dank der Begegnung mit Steven haben sie aber gelernt, ihren Untertanen mit Respekt und Liebe entgegenzukommen. Jede Diamond hat eine Perle als Dienerin. Sie reisen mit Raumschiffen durch das All, wobei alle zusammen einen Körper darstellen bei dem der Unterteil Steven gehört.

## Synchronisation
|                 | Originalsprecher  |
| --------------- | ----------------- |
| Steven Universe | Zach Callison     |
| Garnet          | Estelle           |
| Amethyst        | Michaela Dietz    |
| Pearl           | Deedee Mango-Hall |
| Bismuth         | Uzo Aduba         |
| Lapis Lazuli    | Jennifer Paz      |
| Peridot         | Shelby Rabara     |
| Jasper          | Kimberly Brooks   |
| Spinel          | Sarah Stiles      |

## Episodenliste
| Nr. | Deutscher Titel           | Originaltitel          | Erstausstrahlung USA | Deutschsprachige Erstausstrahlung (D) |
| --- | ------------------------- | ---------------------- | -------------------- | ------------------------------------- |
| 1   | Kleine Heimatschule       | Little Homeschool      | 7. Dez. 2019         | 20. Sep. 2021                         |
| 2   | Hilfestellung             | Guidance               | 7. Dez. 2019         | 20. Sep. 2021                         |
| 3   | Rosenknospen              | Rose Buds              | 7. Dez. 2019         | 20. Sep. 2021                         |
| 4   | Volleyball                | Volleyball             | 7. Dez. 2019         | 20. Sep. 2021                         |
| 5   | Bluebird                  | Bluebird               | 14. Dez. 2019        | 20. Sep. 2021                         |
| 6   | Eine ganz besondere Folge | A Very Special Episode | 14. Dez. 2019        | 21. Sep. 2021                         |
| 7   | Schneefrei                | Snow Day               | 21. Dez. 2019        | 21. Sep. 2021                         |
| 8   | Warum so traurig?         | Why So Blue?           | 21. Dez. 2019        | 21. Sep. 2021                         |
| 9   | Kleine Abschlussfeier     | Little Graduation      | 28. Dez. 2019        | 21. Sep. 2021                         |
| 10  | Der Stachel sitzt tief    | Prickly Pair           | 28. Dez. 2019        | 21. Sep. 2021                         |
| 11  | Nur geträumt              | In Dreams              | 6. März 2020         | 22. Sep. 2021                         |
| 12  | Bismuth ganz lässig       | Bismuth Casual         | 6. März 2020         | 22. Sep. 2021                         |
| 13  | Für immer zusammen        | Together Forever       | 13. März 2020        | 22. Sep. 2021                         |
| 14  | Wachstumsschmerzen        | Growing Pains          | 13. März 2020        | 22. Sep. 2021                         |
| 15  | Mr. Universe              | Mr. Universe           | 20. März 2020        | 22. Sep. 2021                         |
| 16  | Bruchstücke               | Fragments              | 20. März 2020        | 23. Sep. 2021                         |
| 17  | Verkehrte Heimatwelt      | Homeworld Bound        | 27. März 2020        | 23. Sep. 2021                         |
| 18  | Alles in Ordnung          | Everything’s Fine      | 27. März 2020        | 23. Sep. 2021                         |
| 19  | Ich bin mein Monster      | I Am My Monster        | 27. März 2020        | 23. Sep. 2021                         |
| 20  | Die Zukunft               | The Future             | 27. März 2020        | 23. Sep. 2021                         |